# Agrypon facetum
Agrypon facetum là một loài tò vò trong họ Ichneumonidae.